# Flavio Emer
Flavio Emer (Caino, 22 giugno 1969 – Lumezzane, 13 agosto 2015) è stato uno scrittore e giornalista italiano che, nato con una forma mielogena di distrofia muscolare, riuscì a trasformare la sua disabilità in strumento di comunicazione e impegno sociale.

## Biografia
Flavio Emer soffrì sin dalla nascita di distrofia muscolare, e nell'adolescenza affrontò crisi che ridussero gravemente la sua capacità motoria.
A 14 anni ebbe un aggravamento che lo portò in uno stato di coma e gli fece perdere l'uso delle mani.
La grande volontà di comunicare e di raccontare la sua esperienza di vita con una forte ed invalidante disabilità lo spinse a cercare coraggiosamente e con ogni mezzo di realizzare questo suo desiderio, e ciò si tradusse prima nella ricerca e poi nell'utilizzo di un sofisticato sistema di scrittura al computer. 
Un software trasformò per lui le parole in videoscrittura, e il computer, che egli chiamò con ironica leggerezza Oby One Kenoby divenne le sue mani ed il suo contatto col mondo.

## Impegno come scrittore e nel sociale
Scrisse i suoi libri grazie al computer, come è stato già ricordato, ed il ricavato dalle vendite venne devoluto ad associazioni benefiche.
La sua capacità di vivere la fantasia, confinato in una infermità fisica ma non mentale, lo portò non solo a scrivere libri ma anche a collaborare con il Corriere della Sera sulle cui pagine, nei suoi due ultimi anni di vita, tenne una rubrica intitolata Cronache dalla carrozzina.
Questo gli permise di rendere pubbliche le esperienze e i problemi della disabilità, raccontandoli con ironia, ma parlando pure dei sogni e dei desideri dei disabili.

## Opere pubblicate
Lavori di Flavio Emer riportati con la finalità di approfondimento e confronto.
- Flavio Emer, Il mio cielo è diverso : acrobazie mentali di un giovane disabile, prefazione di Antonio Terzi, Milano, A. Mondadori, 1994, ISBN 8821526208.
- Flavio Emer, Il corponauta : appunti di viaggio di uno spirito libero, prefazione di Domenico Montalto, con una nota di Marisa Bonomi Rivadossi, Novara,  Interlinea edizioni , 1996, SBN BVE0101466.
- Flavio Emer, Sensi in-continenti : viaggio nei sensi e sensi in viaggio, illustrazioni di Sergio Staino, Roccafranca, La Compagnia della stampa Massetti Rodella, 2007, SBN BVE0458539.

Ultimo articolo di Flavio Emer pubblicato sull'edizione di Brescia del Corriere della Sera:
- Flavio Emer, Io che mi ritrovo senza voce scopro l’ansia comunicativa che c’è negli altri, su corriere.it, Corriere della Sera, 28 luglio 2015. URL consultato il 22 giugno 2016.